# Maurice Porot
Maurice Porot (* 8. September 1912 in Bourgoin; † Juni 1997) war ein französischer Psychiater.

## Leben
1938 promovierte Porot in Medizin an der Université d’Alger. Er wirkte an den Hôpitaux d’Alger und lehrte ab 1958 an derselben Universität. 1965 begann er an der Medizinfakultät der Universität von Clermont-Ferrand Psychiatrie und medizinische Psychologie zu lehren. Er schrieb Bücher besonders über Kinderpsychiatrie und erhielt die Würde des Officier des Palmes académiques.
Porot war der Sohn von Antoine Porot.

## Schriften (Auswahl)
- Porots: Les intoxications arsenicales par le vin et les produits viticoles. (Dissertation)